# Graciano Gómez
 Graciano Gómez (Temperley, provincia de Buenos Aires, Argentina, 31 de mayo de 1912 - Buenos Aires Argentina, 5 de enero de 1980) fue un bandoneonista, director de orquesta y compositor dedicado al género del tango.

## Actividad profesional
Músico que se destacó más como compositor que como intérprete, los conjuntos que encabezó tuvieron una correcta dirección pero nunca superaron un segundo plano y que  en general son recordados como agrupaciones que acompañaban a cantantes solistas; tuvo sin embargo su momento de notoriedad a mediados de la década de 1950 cuando estuvo junto a la gran cantante uruguaya Nina Miranda.
Si bien su obra como compositor tuvo altibajos en cuanto a su nivel, alcanzó dos picos importantes de calidad que le garantizaron reconocimiento popular y éxito comercial, los tangos Esta noche de luna y Tu íntimo secreto.
En 1937 debutó como director al frente de su conjunto ante los micrófonos de LR2 Radio Argentina y durante toda la década de 1940 actuó con su orquesta en programas radiales, clubes y locales de baile.
Su primera creación, titulada Siempre a tu lado , no tuvo ninguna trascendencia, pero en agosto de 1943, José García con su orquesta, Los Zorros Grises, y la voz de Alfredo Rojas grabó su tango Esta noche de luna  que tuvo gran éxito y que en diciembre del mismo año registró Carlos Di Sarli con su cantor Roberto Rufino y, más adelante, otras importantes orquestas como las de Julio De Caro, Francisco Canaro, Alfredo Malerba con Libertad Lamarque y Osvaldo Pugliese con Jorge Maciel. Este tango triunfó en el gusto popular y se vendieron millares de discos.
Otra obra recordable es Tu íntimo secreto, que en 1945 fue grabada por Carlos Di Sarli con la voz de Jorge Durán y por Enrique Rodríguez con Armando Moreno; años después la registró Alfredo De Angelis con el dúo formado por Carlos Dante y Oscar Larroca. Un vals muy bello aunque poco conocido es Rosa en pena que en 1945 grabó Dorita Davis en Uruguay.
En 1955 la discográfica Odeon contrató como artista exclusiva a la cantante uruguaya Nina Miranda y convocó a Graciano Gómez para que la acompañe en las grabaciones. Registraron 16 temas que incluyeron los tangos Arrabalero, Esta noche de luna, Fueron tres años, Julián, Mama yo quiero un novio, Maula, Perdón viejita y el vals Pastorcita de Amancay, de Chito Galindo. Luego de hacer actuaciones en público en Buenos Aires y ciudades, se separaron por problemas de cartel, Nina continuó su carrera de solista y Gómez, con la vocalista Elena Maida, actuó por radio y en giras por el interior del país.
En 1961 Graciano Gómez hizo la primera grabación con su orquesta con la milonga, A todo trapo, de su autoría, y el tango, Pa’ que sientas lo que siento, de Marcelo Salazar Bonilla, cantado por Elena Maida.
Entre 1957 y 1962, actuó en LR3 Radio Belgrano y en el Canal 7 de televisión y grabó para el sello Voxor, contando para ello, además de Elena Maida, con  los cantores: Roberto Alvar, Rubén Cané, Carlos Nogués y Dante Rossi,  que entre otros temas registró Esta noche de luna. Por esos años también trabajó en LR4 Radio Splendid, en el Canal 13 de Argentina y en el Canal 4 de Montevideo dirigiendo la orquesta que acompañaba al cantor Enrique Campos; la discográfica Magenta registró cinco obras tomadas de esas actuaciones radiales: A mí dejame de cuentos, de Graciano Gómez con letra de Domingo Sciaraffia; Más allá del corazón de Juan Pomati con letra de Reinaldo Yiso; Padre mío de Gómez en colaboración con Rafael Cardenutto;  Qué tenés que hablar de mí de Leo Lipesker con letra de Abel Aznar y el vals Me besó y se fue, con letra y música de José Canet.
Algunas de las otras de las composiciones de Graciano Gómez son Adiós París , con José Rótulo, Amor en sombras , con Héctor Marcó; Amor pasajero  con Guido Lima y La misma tarde , con Justo Ricardo Thompson.
Graciano Gómez falleció el 5 de enero de 1980 en Buenos Aires.